# 迈克尔·波伦
迈克尔·波伦（英語：Michael Pollan，1955年2月6日—）是一位美国作家、专栏作家、行動主義者、新闻学教授及柏克萊加州大學科学和环境新闻学奈特项目的主任。

## 生平

### 早年生活
普兰出生於美利堅合眾國纽约州长岛，父亲史蒂夫·普兰是一位作家及金融顾问，母亲科尔基·普兰是一位专栏作家。普兰於1977年获得贝宁坍大学（Bennington College）的学士学位。他於哥倫比亞大學继续深造，並于1988年获得该校英文硕士学位。

### 职业

#### 著书
在《雜食動物的困惑》（The Omnivore's Dilemma）一书中，普兰记述了四种人类社会获得食物的基本方式：目前的工业化农业系统，大型有机农业运作，本地自给自足的小农场及原始的狩猎采集。
在每一种获得食物的方式中，普兰对植物光合作用的热量经由一系列中间过程到最后餐桌上的一餐饭进行了紧密地跟踪调查。在此过程中，普兰揭示出自然界的规律与人类工业社会的规律之间的根本矛盾， 并指出我们的饮食习惯代表了我们与自然界最深切的联系与互动，工业化的饮食习惯掩盖了与人类生存密切相关的生态联系与关联。2006年12月10日，《纽约时报》将《杂食动物的困惑》一书列入当年最好的五本非小说类书籍。此书也入围小说跟踪网（NovelTracker.com）的“与最好小说同样引人入胜的非小说类书籍”。2007年5月8日，吉姆斯·比尔德基金会（James Beard Foundation）将《杂食动物的困惑》命名为2007年最好的饮食书籍。此书也是宾州大学2007年读书计划的焦点。此书的摘要发表于《琼斯母亲》杂志。
普兰对工业化食物链的讨论在很大程度上是对工业化农业的批判。在《杂食动物的困惑》一书中，普兰指出工业化农业已经失掉了那种在自然农耕周期中牲畜与作物间的紧密互利互惠的联系。普兰对当代工业花农的批判集中在，用他自己的话来讲，对玉米的滥用。这种滥用广泛体现在食用牛的育肥、玉米油的大规模生产、高果糖玉米糖浆及其它玉米的衍生产品的生产中。从他自己的观点出发，他描述了工业养殖的低效率及其它缺点，评估了有机食品的生产并且讲述了他所了解的狩猎与采集食物的生活。他指责了那些制定规则的人——华盛顿的政治家们，大学里农学院中的官僚们，华尔街的资本家们及类似于米德兰的农业巨头——所造成的极具破坏性的而且岌岌可危的农业系统，这一农业系统已经对美国人民的饮食、营养及福祉造成的极大破坏。不过，在弗吉尼亚州乔尔·萨拉丁的“魄力菲斯农场”中，普兰看到了一线希望。那里，普兰看到了一个成功的可持续性商业农耕模式。普兰也出现在纪录片“玉米大王”（2007）中。
在《植物的欲望》（The Botany of Desire）一书中，普兰探索了共同进化这一概念，具体来讲，他从人类与植物的双向角度探索了人类的进化与四种植物——苹果，郁金香，大麻与马铃薯的关系。经由一些与四种人类最基本的欲望相关的例子，普兰解释了每一种植物如何被有选择性的种植，繁育与基因改造。苹果反映了人类对甜味的欲望，郁金香反映了对美的追求，大麻代表陶醉欲，马铃薯反映了控制欲。然后，普兰讲述了他种植每种植物的经验，其间交织了经过审慎研究的对这些植物的社会历史的探索。每一章代表了人类驯化的一个独特因素，普兰称之为“人类黄蜂”。书中囊括了苹果育种者章倪·阿珀习德(Johnny Appleseed)的真实故事，普兰对阿姆斯特丹大麻杂交的第一手研究资料以及令人担忧的、可能改变人类生存模式的基因改造马铃薯。

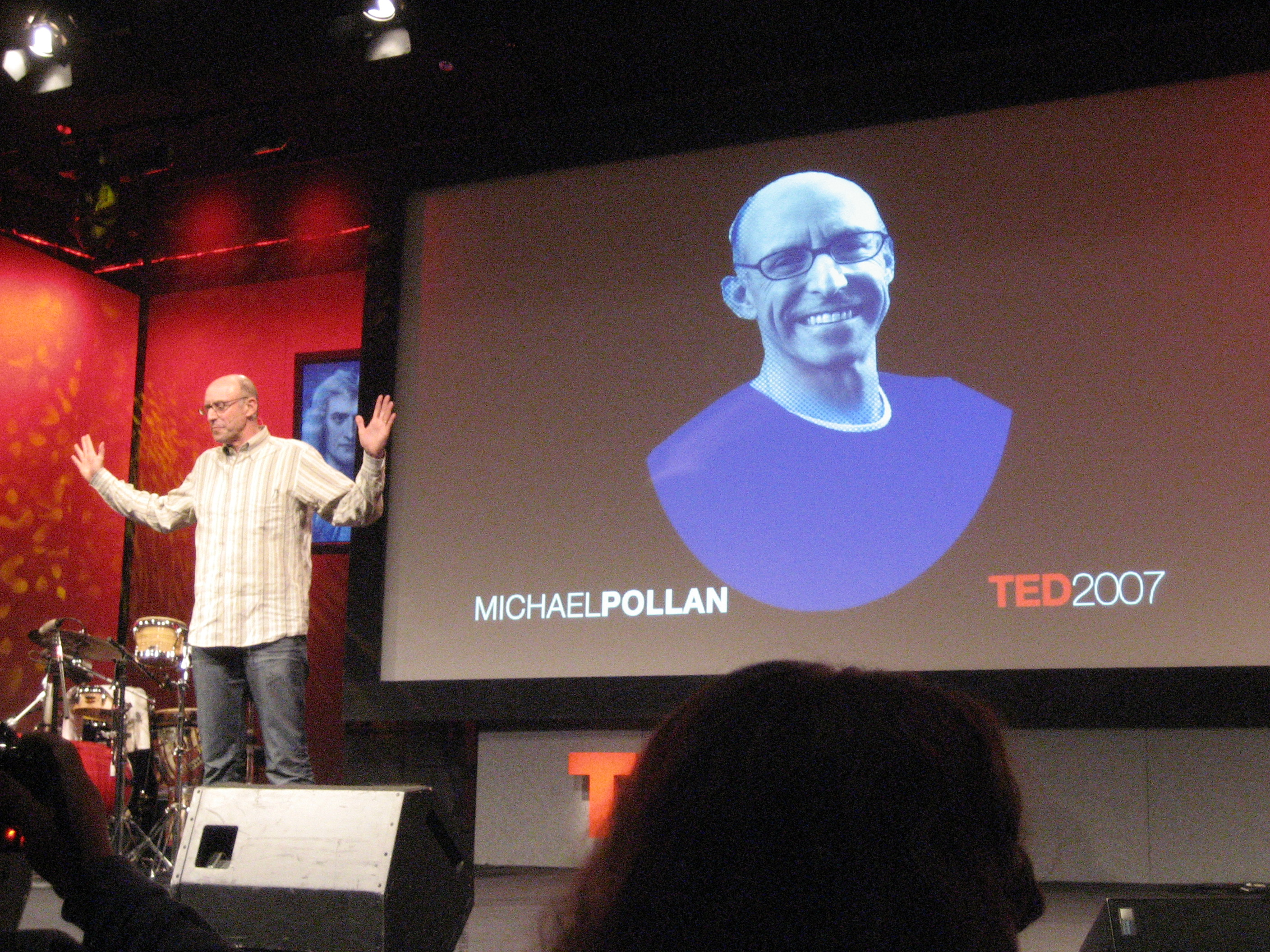
Pollan speaking at TED in 2007

普兰的最新著作《保卫食物：食者的宣言》（In Defense of Food: An Eater's Manifesto）发表于2008年1月1日，他在此书中探索了所谓“营养学”与西方社会饮食习惯的关系，其焦点在于二十世纪末期科学界所提供的饮食建议。普兰认为膳食脂肪和胆固醇的摄取并不会导致更频繁的冠状动脉疾病，而且将食物分解为其最基本元素而进行分析是一种有缺陷的分析模式。他质疑那种认为饮食仅仅为了健康的观点，并指出这种态度并不普遍而且生活在那些将食物理解为乐趣，个性与社会性的文化中的人很可能更为健康。书中很大篇幅都在阐述以下三句话的含义：“吃食物。不要太多。植物为主”。他争辩道美国人在超级市场、速食店及餐馆中购买的实际上不是食物，一个又好又实用的建议是只吃那些自己祖母那一代人认为是食物的东西。
普兰也在“广泛利益”，一个加州伯克里大学广泛利益科学中席发表的社会心理学杂志上发表文章。他的文章“饮食伦理”讨论了饮食道德与社会心理学的交点话题。
在他1998年发表的《我自己的天地：业余建筑者的教育》一书中，普兰有条不紊地追溯了他写作用的室外建筑的设计与建筑过程。2008年此书再版后书名改为《我自己的天地：建筑的白日梦》

#### 其它
普兰曾在《纽约时报》发表文章，《哈泼斯杂志》（Harper's Magazine）前任主编，并著有五本书《保卫食物：食者的宣言》（2008）、《杂食动物的困惑：四餐的自然历史》（2006）、《植物的欲望：从植物的眼光看世界》（2001）、《我自己的天地》（1997）及《第二自然：园艺者的教育》（1991）。   
普兰最近的著作是关于肉食与家畜工业的实践的，而且他已经发表了一系列有关美国农业趋势的文章。他被授予路透社世界环保联盟的环境新闻全球奖，吉姆斯·比尔德基金会的2003年度最佳杂志系列及美国人文协会的创世纪奖。他的文章曾被收入2004年“美国最佳科学著作”，1990年与2003年“最佳美国散文”，“动物：实践的复杂性”（2006）及 “自然写作之诺顿书”。

### 个人生活
波倫的妹妹翠西·波倫則是一位演员，是演員迈克尔·J·福克斯的妻子。波倫的妻子朱蒂斯·伯尔策是一位风景画家：他们是在就讀贝宁坍大学读书時認識的。他们有一个儿子名为伊萨克

## 引文
1. ↑  Graduate School of Jounalism. . UC Berkeley. 2008  [2008-09-21]. （原始内容存档于2012-09-29）.
2. ↑  Helen Wagenvoord. . The San Francisco Chronicle. 2 May 2004  [2008-09-21]. （原始内容存档于2012-03-04）.
3. ↑  Pollan, Michael. . Mother Jones. May 2006  [2007-10-10]. （原始内容存档于2009-01-31）.
4. ↑  Catherine Price. . The San Francisco Chronicle. 7 May 2007  [2008-09-21]. （原始内容存档于2007-11-11）.
5. ↑  Sasha Chapman. . The Globe and Mail. 30 August 2008  [2008-09-21]. （原始内容存档于2004年9月29日）.